# Quentalia ragna
Quentalia ragna är en fjärilsart som beskrevs av William Schaus 1929. Quentalia ragna ingår i släktet Quentalia och familjen silkesspinnare. Inga underarter finns listade.